# Benedikt Stehle (Musiker)
Paul Benedikt Stehle (* 9. Dezember 1984 in Sigmaringen) ist ein deutscher Schlagzeuger.

## Leben
Stehle zog mit 17 Jahren nach Berlin, um professioneller Musiker zu werden. Nach Auditions für das Berklee College of Music und das Los Angeles College of Music bekam Stehle zwei Stipendien und studierte in den USA.
Nach dem Studium tourte er für zwei Jahre in den USA und Indonesien. Er lebte und arbeitete in dieser Zeit in der New Yorker Musikszene.
Unter anderem tourte er in dieser Zeit als fester Schlagzeuger mit Sammy Adams, einem aus Boston stammendem Rapper. 2008 ging Stehle zurück nach Berlin und arbeitete Live im Studio oder im TV, unter anderem mit  Beth Hart, Mousse T., Barbara Tucker, Dendemann, Emma Lanford, Eugene Hütz (Gogol Bordello), Della Miles, Steve Lillywhite, Mo’ Blow, The Weather Girls, Aly Keïta, Joachim Deutschland und Fanfare Ciocărlia. Bei Live-Konzerten unterstützt er als Background-Sänger. Neben der Tätigkeit als freier Sessionmusiker ist er festes Bandmitglied bei der  rumänischen Balkanband Fanfare Ciocărlia und dem deutschen Popsänger Alexander Knappe.

## Diskographie (Auszug)
- 2006 Mothers Little Helpers – Be Hip[7]
- 2006 Maike von Bremen – Closer[1]
- 2008 Sandhy Sondoro – Why Don't We[8]
- 2008 Maximilian Hecker[1] – One Day[8]
- 2010 Sandhy Sondoro – Sandhy Sondoro[8]
- 2011 Sandhy Sondoro – Find the Way[8]
- 2013 Daniel Schuhmacher – Diversity (Produzent Jakob Hansonis)[8]
- 2013 Percival – Never Shut Up[8]
- 2014 Sandhy Sondoro – Vulnerability[8]
- 2014 Alexander Knappe – Die Zweite[8]
- 2014 Julia Botelho – Samba Folk[9]
- 2015 Bluma – Mein Herz tanzt bunt[8]
- 2015 Christina Rommel – Nordwest[8]
- 2016 Seven Hills (Kamerun) – Partage[10]
- 2016 Sebel – Album vom alleine sein[1]
- 2016 Alexander Knappe & Orchestra – Musik an.Welt aus. LIVE DVD/CD[8]
- 2017 Sandhy Sondoro – Beautiful Soul (Produzent Steve Lillywhite)[8]
- 2018 Alexander Knappe – Ohne Chaos Keine Lieder[8]
- 2018 Fanfare Ciocărlia – Cruzando el Campo (Single)[8]
- 2020 Brüder4Brothers – Brotherhood[11]
- 2020 Jeff Mezzrow Band – Pawning The Planet[8]
- 2020 Dzambo Agusevi Orchestra (Makedonien) – Brasses for the Masses[8]
- 2021 Taranczewski - When I Was (Drums, Perkussion)[12]
- 2021 Fanfare Ciocărlia - It Wasn't Hard To Love You (Gesang, Songwriting, Schlagzeug, Perkussion)[13]
- 2021 Pancho Balkanik Factory feat. Ben Dito - Dupa Pandemia (Rap, Gesang, Schlagzeug) als Ben Dito[14]

## Film- und Fernsehmusik (Percussion/Drums/Sounds)
- 2003 Die Farbe der Seele von Helma Sanders-Brahms mit Eva Mattes[15]
- 2015 Mi America von Robert Fontaine Jr., Musik von Olaf Taranczewski[15]
- 2015 Dissonance von Till Nowak[15]
- 2015 DNA Cooking (Arte/BR) Musik von Olaf Taranczewski[15]
- 2016 Tatort: Der treue Roy (ARD TV) Musik von Christopher Bremus – directed by Gregor Schnitzler[15]
- 2017 Kilimandscharo – Reise ins Leben Musik von Christopher Bremus (ARD Fernsehfilm mit Simon Schwarz)[15]
- 2017 Hier und Dort von Bettina Renner (Kinofilm)[15]
- 2017 Drum Solo Recordings für den Ice Hockey World Cup und die Kölner Haie[16]
- 2020 Borat 2 Soundtrack Just the two of us Fanfare-Ciocărlia-Version (Gesang, Schlagzeug, Percussions)[15][17][18]